# Minnesota Fighting Saints
I Minnesota Fighting Saints  sono stati una squadra di hockey su ghiaccio della World Hockey Association con sede nella città di Saint Paul, capitale dello stato del Minnesota. Nacquero nel 1972 e si sciolsero una prima volta nel 1976, tuttavia nonostante un tentativo di ricreare la franchigia essa si sciolse definitivamente nel 1977. Disputarono i loro incontri casalinghi presso il St. Paul Civic Center.

## Storia
I Minnesota Fighting Saints furono una delle squadre fondatrici della WHA. Il nome della squadra si ispirò a quello dei St. Paul Saints, formazione della Central Hockey League che aveva coniato a fini commerciali il soprannome "The Fighting Saints" (i "santi lottatori"). Nel Draft inaugurale del 1972 selezionarono un difensore che aveva giocato con il Team USA le Olimpiadi del 1956, Wendell Anderson. Nonostante la proposta Anderson rifiutò e proseguì la carriera da politico dato che nel 1971 era diventato governatore del Minnesota.
Dopo alcuni mesi trascorsi al St. Paul Auditorium nel gennaio del 1973 i Fighting Saints si trasferirono al St. Paul Civic Center. A differenza di quasi tutte le squadre della WHA e della NHL la franchigia investì molto sulla formazione di giocatori locali, nati nel Minnesota o comunque di cittadinanza statunitense. Nel roster della stagione 1972-73 erano presenti addirittura 11 giocatori statunitensi.
I Saints si qualificarono sempre ai playoff e vantarono una media spettatori superiore rispetto alla media. In alcune occasioni riuscirono persono ad avere più spettatori dei loro rivali NHL, i Minnesota North Stars. Tuttavia nonostante il valore della squadra, spinta da giocatori come Mike Walton, Dave Keon e John McKenzie i Fighting Saints non riuscirono a trovare un uomo franchigia capace di attirare sponsor e accordi televisivi sufficienti per sostenere le finanze della squadra. Per questo motivo dopo due stagioni concluse in semifinale nel corso della stagione 1975-76 la squadra annunciò all'improvviso il proprio scioglimento.
Pochi mesi più tardi i California Golden Seals della NHL si trasferirono a Cleveland per diventare i Cleveland Barons, e i Cleveland Crusaders si trasferirono a Saint Paul per la stagione 1976-77 rifondando di fatto i Fighting Saints. Rispetto alla prima squadra furono modificati i colori sociali ma non le difficoltà economiche, infatti già nel gennaio del 1977 la squadra chiuse i battenti per sempre.

## Record stagione per stagione
| Minnesota Fighting Saints |         |    |    |    |   |    |     |     |    |                                                                |
| 1972-73                   | Western | 78 | 38 | 37 | 3 | 79 | 250 | 269 | 4° | perde 1º turno (Winnipeg) 1-4                                  |
| 1973-74                   | Western | 78 | 44 | 32 | 2 | 90 | 332 | 275 | 2° | vince 1º turno (Edmonton) 4-1 perde semifinali (Houston) 2-4   |
| 1974-75                   | Western | 78 | 42 | 33 | 3 | 87 | 308 | 279 | 3° | vince 1º turno (New England) 4-2 perde semifinali (Quebec) 2-4 |
| 1975-76                   | Western | 59 | 30 | 25 | 4 | 64 | 211 | 212 | -  | squadra sciolta                                                |
| Minnesota Fighting Saints |         |    |    |    |   |    |     |     |    |                                                                |
| 1976-77                   | Western | 42 | 19 | 18 | 5 | 43 | 136 | 129 | -  | squadra sciolta                                                |

## Divise storiche
| Casa 1972-76 | Trasferta 1972-76 | Casa 1976-77 | Trasferta 1976-77 |

## Record della franchigia

### Singola stagione
Gol: 57  Mike Walton (1973-74)
Assist: 608  Mike Walton (1973-74)
Punti: 117  Mike Walton (1973-74)
Minuti di penalità: 255  Curt Brackenbury (1975-76)

### Carriera
Gol: 144  Wayne Connelly
Assist: 145  Mike Walton
Punti: 283  Wayne Connelly
Minuti di penalità: 483  John Arbour
Partite giocate: 308  Mike Antonovich

## Palmarès

### Premi individuali
- Bill Hunter Trophy: 1

Mike Walton: 1973-1974
- Paul Deneau Trophy: 1

Ted Hampson: 1972-1973